# Eliot Sumner
Eliot Paulina Sumner, nota anche con lo pseudonimo di Coco e Vaal, (Pisa, 30 luglio 1990), è una cantautrice, musicista e disc jockey britannica.
È figlia del noto musicista ed ex bassista dei Police Sting e dell'attrice Trudie Styler. Nel 2010 pubblica con I Blame Coco l'album di debutto The Constant.

## Biografia
Figlia di Sting e Trudie Styler, Elliot Sumner nasce a Pisa, ma cresce nel Regno Unito, a Wiltshire, in Inghilterra, frequentando la Bryanston School e il Fine Arts College di Londra.
Vive a lungo a Lake House, la residenza estiva di famiglia, vicino a Stonehenge, insieme ai fratelli Jake e Giacomo, alla sorella Mickey e ai fratellastri Joe e Kate. In famiglia viene chiamata con il soprannome "Coco", che successivamente adotta come pseudonimo quando inizia la propria carriera musicale. Durante questi anni passa molto del suo tempo da sola nei boschi. A quattro o cinque anni riceve la sua prima chitarra e viene iniziata alla musica rock fin dall'infanzia, scoprendo a nove anni i Sex Pistols e il punk rock. A quindici anni inizia a comporre canzoni. In un'intervista a la Repubblica fa risalire tale inclinazione a quando, a sette anni, sua madre le aveva regalato l'album Are You Experienced di Jimi Hendrix

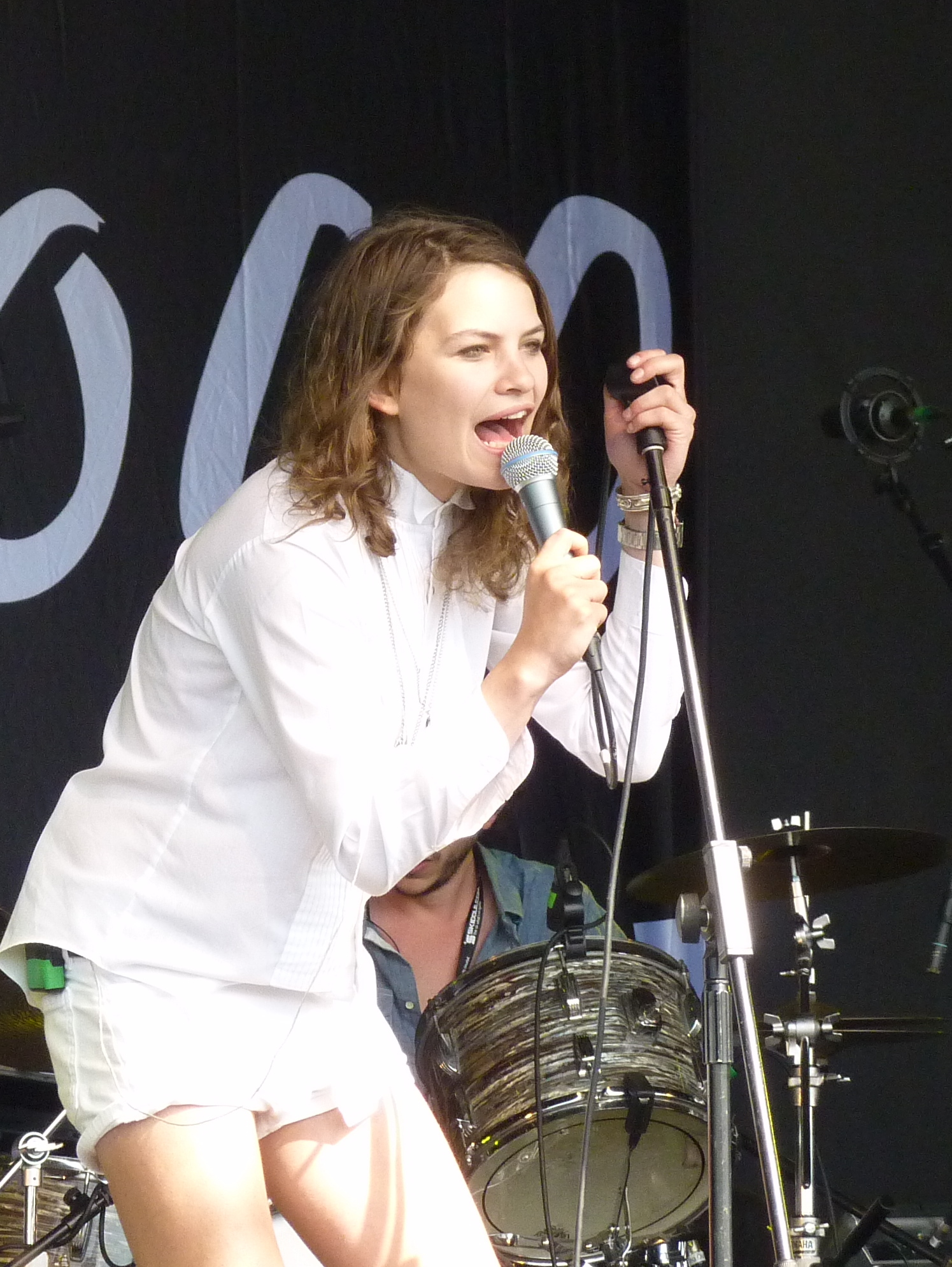
Eliot Sumner dal vivo con I Blame Coco nel 2015

Lasciata la scuola per dedicarsi alla musica a tempo pieno, a diciassette anni firma un contratto con la Island Records e passa sei mesi a realizzare i pezzi che sarebbero andati a formare l'album di debutto uscito nel 2010 The Constant, registrato con il suo gruppo I Blame Coco, che comprende il produttore Klas Åhlund, il tastierista Emlyn Maillard e il polistrumentista e co-produttore Al Shux. Il primo singolo, Caesar, realizzato in collaborazione con la cantante svedese Robyn, viene pubblicato nel febbraio 2010, seguito in luglio da Self Machine, in classifica complessivamente per trentaquattro settimane in tutta Europa: entrata a luglio nella Official Singles Chart britanniche direttamente al 64º posto, l'ultima presenza si registra a marzo 2011 in Germania, dove raggiunge il 56º posto, suo miglior risultato.
Secondo Christian Wåhlberg, il manager di Eliot Sumner, Åhlund, sarebbe stato desideroso di lavorare con lei perché le vedeva dentro l'anima della "punk rocker". Infatti The Constant è caratterizzato da uno stile contenente elementi della musica pop, dello ska, del punk e del technopop. Wåhlberg afferma che le sonorità technopop sarebbero dovute all'influenza di Darcus Beese, presidente della Island Records, e che se la Sumner avesse firmato per una diversa etichetta discografica, la musica sarebbe stata diversa.
Nel 2014, Eliot Sumner dichiara che da quel momento in poi avrebbe utilizzato il suo nome di battesimo per pubblicare nuovo materiale musicale. Poco dopo infatti viene pubblicato l'EP Information, seguito due anni più tardi dall'album Information. Collabora anche con Sway, in End of the Road, e Sub Focus, in Splash. Nel 2013 assieme a Clint Mansell realizza una cover della canzone dei Radiohead Creep, per la colonna sonora del film diretto da Jon S. Baird Filth.
Dopo aver registrato e fatto un tour con I Blame Coco, va a vivere da sola in un cottage nella regione montuosa del Lake District, nel Nord Ovest dell'Inghilterra, dove si dedica alla house music. Inoltre lavora come DJ in discoteche europee con il nome d'arte di Vaal, che diviene poi il nome del suo nuovo gruppo techno.
Anticipato dal singolo Blue Eyes, il 25 gennaio 2019 viene pubblicato l'album di debutto di Vaal, Nosferatu, frutto della collaborazione con il duo di DJ italiani Tale of Us. Distribuito dall'etichetta indipendente della musicista, Pale Blue Dot, viene descritto da Andrew Rice di Resident Advisor come un "breaks vintage, trip-hop, techno anni novanta e colonne sonore di musica elettronica".
Nel 2022 Eliot Sumner canta il brano d'apertura e sigla di testa della serie televisiva di Netflix, ideata da Baran bo Odar e Jantje Friese (già autori della serie Dark), 1899. Il brano, eseguito unitamente a Ben Frost, è una cover virata al dark del celebre inno della cultura psichedelica degli anni sessanta White Rabbit, scritto da Grace Slick ed eseguito prima dai Great Society e successivamente portato al successo dai Jefferson Airplane, entrambi gruppi in cui cantava la Slick durante gli anni sessanta.

## Vita privata
In seguito a un trauma cranico, avvenuto nel 2009, Eliot Sumner ha perso il senso dell'olfatto. Nel dicembre 2015, quando le viene chiesto da Craig McLean e John Dunne dell'Evening Standard se si identifichi con un particolare genere, risponde di non credere nelle etichette di genere. Successivamente, rende pubblica la sua relazione con la modella austriaca Lucie Von Alten, iniziata nel 2014 dopo che le due si erano conosciute a una festa tenuta da Matteo Milleri, dei Tale of Us.

## Discografia

### Solista

#### Album in studio
- 2016 - Information

#### EP
- 2014 - Information

#### Singoli
- 2017 - After Dark (Dixon Edit)/Waiting For A (Woman) (Revenge Rework Dixon Beat Edit) (split con Auntie Flo)

#### Collaborazioni
- 2009 - Miike Snow Miike Snow, con il brano Animal
- 2010 - Sub Focus Splash/Timewarp VIP, con il brano Splash

### Con i I Blame Coco

#### Album in studio
- 2010 - The Constant

#### Demo
- 2009 - I Blame Coco

#### Singoli
- 2007 - I Blame Coco
- 2007 - Darkstar
- 2010 - Caesar (con Robyn)
- 2010 - Only Love Can Break Your Heart (con Fyfe Dangerfield)
- 2010 - Self Machine
- 2010 - Quicker
- 2010 - In Spirit Golden
- 2010 - Splash (con Sub Focus)

### Con i Vaal

#### Album in studio
- 2019 - Nosferatu
- 2022 - Love Reversed

#### EP
- 2013 - Concor EP (con i Tale of Us)

#### Singoli
- 2012 - Mask
- 2012 - Cine.Mathe
- 2013 - Amores Perros
- 2016 - Wander To Hell
- 2017 - Monument (con i Tale Of Us)

## Filmografia

### Cinema
- Me Without You, regia di Sandra Goldbacher (2001)
- Stardust, regia di Matthew Vaughn (2007)
- The Gentlemen, regia di Guy Ritchie (2019)
- No Time to Die, regia di Cary Joji Fukunaga (2021)
- L'ombra del passato (A Mouthful of Air), regia di Amy Koppelman (2021)
- Infinite Storm, regia di Małgorzata Szumowska e Michał Englert (2022)
- Pretty Red Dress, regia di Dionne Edwards (2022)
- La divina cometa, regia di Domenico Paladino (2022)

### Televisione
- Ripley, regia di Steven Zaillian - miniserie TV, puntate 2-5-6 (2024)

## Programmi televisivi
- Isle of Wight Festival 2010: Live, regia di Matt Askem, Kieran Evans e Chris Whiterod - speciale TV (2010)
- Le grand journal de Canal+ - talk-show (2010)
- TV total - talk show (2011)
- Jimmy Kimmel Live! - talk-show (2016)
- The Late Show with James Corden - talk-show (2016)

## Riconoscimenti
- Virgin Media Music Awards
  - 2010 - Candidatura alla miglior artista emergente

## Doppiatrici e doppiatori italiani
Nelle versioni in italiano nelle opere in cui ha recitato, Eliot Sumner è stata doppiata da:
- Mariagrazia Cerullo in The Gentlemen
- Alex Polidori in Ripley